# Diepenau
Diepenau est une municipalité allemande du land de Basse-Saxe et l'arrondissement de Nienburg/Weser.